# Krystian Kinastowski
Krystian Wojciech Kinastowski (ur. 12 lipca 1979 w Poznaniu) – polski architekt, działacz samorządowy, od 2018 prezydent Kalisza.

## Życiorys
Pochodzi z rodziny kaliskich architektów. Ukończył studia na Wydziale Architektury Politechniki Poznańskiej. Podjął pracę w rodzinnej firmie, a także założył własne biuro architektoniczno-urbanistyczne.
Członek lokalnego stowarzyszenia Samorządny Kalisz. W 2018 wystartował w wyborach na urząd prezydenta Kalisza; uzyskał wówczas poparcie organizacji Wszystko dla Kalisza i byłego prezydenta Janusza Pęcherza. Został wybrany na tę funkcję w drugiej turze głosowania, otrzymując wówczas poparcie na poziomie 63,5%. W wyborach w 2024 uzyskał reelekcję w pierwszej turze z wynikiem 56,2% głosów.
Objął również funkcję prezesa stowarzyszenia Aglomeracja Kalisko-Ostrowska. W 2023 został wielkopolskim koordynatorem struktur Bezpartyjnych Samorządowców.

## Odznaczenia
- Srebrny Krzyż Zasługi (2024)[8]
- Order św. Marii Magdaleny III stopnia (Polski Autokefaliczny Kościół Prawosławny, 2025)[9]